# Villanueva del Río y Minas
Villanueva del Río y Minas es un municipio español de la provincia de Sevilla, Andalucía. En 2016 contaba con 4906 habitantes. Su extensión superficial es de 154 km² y tiene una densidad de 35,08 hab/km². Se encuentra situada a una altitud de 72 metros y a 42 kilómetros de la capital de provincia, Sevilla. 
Es una localidad peculiar formada por diversos núcleos poblacionales amalgamados con el tiempo, destacando: Villanueva del Río (pueblo matriz del actual municipio), La Mina, asentamiento surgido a mediados del siglo XIX en torno a una importante cuenca hullera y el enclave de "El Carbonal", construido para la plantilla de una importante fábrica de cementos. También se le ha conocido como Villanueva de las Minas o Minas la Reunión. El pueblo matriz era Villanueva del Río, junto al Guadalquivir, perteneciente a la casa de Alba, pero la masiva explotación de las minas de carbón a partir del siglo XIX, hizo que la actividad pasase a la nueva aldea minera junto a la Rivera del Huéznar, que finalmente se hizo una sola. Es localidad de paso del Camino de la Frontera hacia Santiago de Compostela.

## Historia
Villanueva del Río y Minas, municipio español de la provincia de Sevilla, desde antes del siglo XVI fue conocida como Villanueva del Camino, por el camino real que unía Cádiz, Jerez de la Frontera y Sevilla con Cazalla de la Sierra, Mérida, Cáceres y Madrid. Situado en la Vega Alta del Guadalquivir, se asienta a orillas de la Rivera del Huéznar, dista de la capital unos 42 kilómetros por carretera en dirección a la Sierra Norte de Sevilla.
Villanueva del Río y Minas no era un pueblo, sino dos, Villanueva del Río y Villanueva de las Minas. Villanueva del Río era paisaje de río, fue un puerto fluvial en época romana y después de la reconquista como había quedado despoblada en la época árabe, hubo que hacer la villa de nuevo, por eso se llamó Villanueva. Y algún tiempo fue feudo del Duque de Alba de lo que ha quedado como testimonio el edificio en ruinas junto a la iglesia de Santiago el Mayor. Tenía su principal vía en la agricultura del olivo y un poco en la pesca de los albures que subían por el Guadalquivir hasta Alcolea y Lora.
En el siglo XVII se descubren las minas de carbón a una legua de Villanueva. Felipe III de España autoriza a que el carbón mineral se lleve en barcazas hasta Sevilla, así surge un poblado minero que luego se convierte en barriada de Las Minas y ya empieza a llamarse Villanueva de las Minas.
En el siglo XIX las minas de Villanueva se hacen opulentas, tanto que el gobierno atendiendo las peticiones del barrio minero que es el que tiene el poderío económico, acaba por convertir a ese barrio en cabeza de municipio.
El 22 de diciembre de 1944 el Boletín Oficial del Estado cambiaba el nombre de «Villanueva del Río» por «Villanueva del Río y Minas», trasladándose al barrio minero el Ayuntamiento, el archivo municipal y todas las dependencias oficiales.
Un núcleo de población unido a la historia es la barriada del Carbonal, sita a unos 4 km de Vva. del Río y Minas.
El Carbonal, tomó esta denominación a primeros del siglo XIX cuando se construyó un gran almacén de carbón junto al río Guadalquivir, con objeto de acumular el mineral para su posterior traslado en barcazas carboneras. En 1817 el primer barco de vapor que surcó las aguas de este río. Llamado Real San Fernando y perteneciente a la  Real Compañía de Navegación del Guadalquivir, transportaba este mineral a las principales fundiciones y fábricas militares de Sevilla. La mina estuvo funcionando hasta 1973 cuando se decretó su cierre, a pesar de las protestas de sus trabajadores.
Posteriormente y hasta hace muy pocos años, en las proximidades de donde hoy podemos localizar la fábrica y cercanos a las vías del ferrocarril, existían construidas unas naves que fueron destinadas a polvorines del Ejército del Aire. Al finalizar la guerra civil española y habiéndose aprobado por el Ministerio de Obras Públicas un Plan General de Obras Hidráulicas, se consideró imposible hacer frente a las necesidades de cemento con la industria nacional, por lo que a finales de 1945, la Confederación Hidrográfica del Guadalquivir consideró necesario instalar una fábrica de cemento en Andalucía. Después de la aprobación de los correspondientes proyectos, fue a principios de 1948 cuando comenzaron los primeros trabajos de construcción de la fábrica, y aunque su plazo de ejecución tenía prevista una duración máxima de dos años, no fue inaugurada oficialmente hasta el 14 de abril de 1953. La construcción fue dirigida por la Dirección General de Obras Hidráulicas, siendo entonces Ingeniero Jefe Don Florentino Briones a través de la Confederación Hidrográfica del Guadalquivir y adjudicada a la empresa constructora Entrecanales y Távora, S. A. siendo ingeniero de la obra D. Teodoro Cabrera Corral y como jefe de personal y administración D. Carmelo Gómez González.
Según figura en un estudio realizado por el sindicato CGT y expuesto en un ciclo de conferencias sobre la "Recuperación de la Memoria de la Historia Social", celebrado en febrero de 2003 en la localidad sevillana de Alcalá del Río, la dictadura gobernante tuvo como método, utilizar a los más de 150.000 presos políticos, como mano de obra mal pagada, para construir las múltiples obras hidráulicas (canales, pantanos, etc.) infraestructura viaria (carreteras, vías férreas, túneles, puentes, etc.) por lo que se desprende que los 40 presos que trabajaron en la construcción de la fábrica y en las canteras que alimentaban la misma, bien podrían haber pertenecido al grupo de 2.000 que estaban distribuidos en los campos de concentración de Guillena y La Algaba, o bien eran desplazados en camiones desde los barracones del campo de Los Merinales en término de Dos Hermanas, en donde a varios miles, les había sido conmutada la pena de muerte por la de 30 años de trabajos forzosos. Una de las obras importantes en Andalucía fue la construcción del Canal del Bajo Guadalquivir denominado "El canal de los presos", de 158 kilómetros de longitud y cuyo inicio se localiza en la presa de  Peñaflor, terminando en las marismas de la localidad sevillana de Lebrija.
La fábrica, fue el 14 de abril de 1953 cuando se entrega la obra por la constructora Entrecanales y Távora a la Confederación Hidrográfica del Guadalquivir, el acto de inauguración fue presidido por el entonces jefe de Estado general Franco, acompañado de algunos sus ministros, el director general de Obras Públicas Florentino Briones, varios representantes de la Confederación y el equipo directivo a cuyo cargo se entregó la gestión y que quedó compuesto por las siguientes personas: ingeniero jefe: Don Joaquín Gavala Ruiz; ingeniero ayudante: Don Feliciano Modamio Díaz; gerente: Don Florentino Briones. Subgerente: Don Ulpiano Sola Marín. Químicos: Don José Laffarga Osteret y Don Manuel García Sola. Jefe de admón.: Don Benito Cañuelo Martín.
La fábrica estaba situada en el término municipal de Villanueva del Río y Minas, a unos 42 kilómetros al norte de Sevilla, y al borde del río Guadalquivir en su margen derecha. A pie de la carretera de Lora del Río a Santiponce y a pocos metros de la estación de ferrocarril de Alcolea del Río, en la línea férrea de Sevilla a Mérida.
La capacidad teórica de 75.000 toneladas nunca se consiguió debido a las muchas averías por ser maquinaria procedente de un desmantelamiento. La mayor parte de la maquinaria procedía de la compra de una instalación cementera de 2 hornos y 120.000 toneladas de capacidad, a la empresa belga "Cimenterie et Briqueterie Reunies (CBR) de Ravel. La compra de efectuó de acuerdo con el Ministerio de Obras Públicas, conjuntamente con la Empresa Nacional Hidroeléctrica de Ribagorzana (ENHER) perteneciente al Instituto Nacional de Industria, y que la destinaría a la instalación de una fábrica de cementos en Pont de Suert, conviniendo la distribución de las instalaciones en dos partes con capacidad de 70.000 toneladas para ENHER y 50.000 toneladas para la Confederación representado en un horno HUMBOLDT de 60 metros de longitud. El precio de adquisición de la parte destinada a Cementos Guadalquivir fue presupuestado en 3.950.000 pesetas.
Aunque la producción calculada para el inicio ascendía a 75.000 Tm3, se consiguieron antes de la ampliación 60.000 Tm3. Una vez instalado el segundohorno, SMIDTH de 100 metros, la producción alcanzó las 150.000 Tm3, por lo que cumplía con lo previsto y permitía abastecer distintas obras de otras Cuencas Hidrográficas.
Hasta finales de 1966 la inversión a cargo de los Presupuestos Generales del Estado ascendió a 300.000.000 de pesetas, a partir del 27 de diciembre de este mismo año hasta el 1971, sólo de invirtieron 35.723.000 pesetas, pero ya por cuenta de la Confederación.
La piedra caliza, la arcilla y la piedra de yeso, eran las principales materias primas que se utilizaban en la fabricación del cemento. La caliza, se extraía por explotación a cielo abierto en la cantera ubicada en Sierra Traviesa, a una distancia de unos 8.500 metros al NO de la fábrica, transportándose este material una vez triturado por medio de un teleférico que con anterioridad había estado instalado en el pantano del Pintado, desde la misma cantera hasta el apartadero o estación instalado dentro del recinto de la fábrica alcanzando un total de 183 m³ diarios. Una vez ampliada la misma, este sistema fue sustituido por el de transporte por carretera con los famosos camiones Mack A de 14 toneladas.
La cantera de marga azul arcillosa, se encontraba situada a 1300 metros al este de la fábrica, que una vez introducida en la batidora para su disolución en agua, era conducida hasta los molinos de crudo siendo uno Polysius y el otro Smidth por una red de tuberías de 200 mm de diámetro.
La piedra de yeso era adquirida en las canteras más próximas y transportada por ferrocarril hasta la estación de Alcolea del Río procediendo en la mayoría de los casos, de las canteras de Morón de la Frontera, Osuna o de las Cabezas de San Juan.
Desde la subestación que la Compañía Sevillana de Electricidad tenía a 6 km de distancia (Alcolea) se efectuaba la alimentación principal a través de la red general por una línea a 70.000 V. Como prevención se montó una central térmica de 1000 KVA. alimentada con carbón mineral, sustituida posteriormente por dos potente motores diésel de 650 CV. Las instalaciones eléctricas y su mantenimiento siempre estuvieron a cargo de la compañía eléctrica "ABENGOA". El agua para uso industrial, era bombeada desde el río Guadalquivir, hasta un depósito situado en la parte más alta del recinto de la fábrica. La potable, era traída desde un pozo de captación hecho a la orilla del arroyo Parroso.
La fábrica de cementos contaba con tres talleres propios, el mecánico que incluía además el de carpintería, el eléctrico y el de locomoción, donde se encontraban instaladas las maquinarias y herramientas más necesarias, además disponía un colegio de aprendices de oficios que nutriría de profesionales a la propia fábrica. Un confortable edificio de oficinas y entre otros servicios, destacar el botiquín en donde se asistían a los trabajadores y familiares residentes en fábrica, y el pabellón destinado a comedores con lavabos y duchas.
Posteriormente contó con Comité de Seguridad e Higiene, cuya composición a 1975 era la siguiente: Presidente: Don Ulpiano Sola Marín (Subgerente). Jefe de Servicio: Don Luis Urbán Alejandre (Médico). Ing. De Seguridad: Don Feliciano Modamio Díaz (Aydte.Ingeniero). Secretario: Don Manuel Alonso Conde. Vocales: Don Pedro Aznar Sánchez, Don José Castaño Cuadrado y Don Manuel Arias Reyes. El sistema de fabricación empleado era el de "vía húmeda" con horno rotativo y alimentado con carbón mineral. Con la instalación del segundo horno, este tipo de alimentación se sustituyó por el de fue-oil.
El tipo de cemento que se fabricaba, era el PORTLAND normal y especial y el SULFADUR bajo licencia alemana.
Con el transcurso de los años, la dirección de la fábrica no dejó de modernizar sus maquinarias y ampliar las instalaciones. Estas constantes inversiones sirvieron para el montaje de un segundo horno y así aumentar la producción hasta las 150.000 toneladas. Pero con la modernización de la maquinaria no solo se consigue más producción, más eficiencia y mejora de los ratios de gastos. En la cantera caliza, las vagonetas que cargadas a pala y empujadas por el personal transportaban la piedra triturada desde el frente de cantera hasta la torva de la machacadora de trituración, fueron sustituidas por una potente palera y camiones OCLI. En la nave de ensacado, también quedó con un solo hombre que manejaba la cinta transportadora, cuando al principio se efectuaba en carretillas desde la ensacadora hasta los camiones o vagones que esperaban en el apartadero, situado a unos 300 metros de fábrica y que también fue construido por Confederación.
Tan importante fue la transformación, que en el año anterior a su cierre, de aquella maquinaria que se adquirió en Bélgica sólo quedaba en servicio el horno. Esta modernización provocó el cese de contrato a muchos trabajadores, pues de 270 que componían la plantilla en sus inicios, sólo 136 permanecieron hasta que se cerró la fábrica en 1976 tras más de 20 años de funcionamiento. La versión oficial fue muy escueta, justificaba el cierre de sus instalaciones debido a las dificultades económicas que se le planteaban para seguir modernizando sus instalaciones y a las fuertes presiones recibidas del sector privado cementero ya muy desarrollado en nuestro país por aquellos años.
La valoración que se efectuó en marzo de 1985 para su subasta por Patrimonio del Estado, ascendió a 138.027.327 pesetas, donde se incluía maquinaria e instalaciones y almacén de materiales.
Desde el cierre patronal de la fábrica, fueron numerosos los interesados en la adquisición de la misma, destacando al industrial madrileño Don Clemente Román, propietario de otras fábricas en España y dispuesto a poner esta en funcionamiento.
Con posterioridad el Sr. Román quiso participar en la subasta entregando la fianza correspondiente que exigía el pliego de condiciones que se publicó. Transcurridos unos meses le comunican a través de una llamada telefónica, que por temas políticos debe desistir de la intención de puja y que retire de Hacienda el importe entregado para el concurso público. Este mismo señor adquiere en el año 1990 o 1991, toda la maquinaria instalada en la cantera de caliza a Don Rafael Beca, propietario por esos años de todos aquellos terrenos y su contenido (maquinaria, viviendas, capilla, etc.).
En 1996 el BOJA n.º 62 en su página 5529, la Dirección General de Patrimonio de la Junta de Andalucía, ya propietaria del terreno y sus instalaciones por traspaso de la Administración Central, saca a subasta las instalaciones desmontables de la fábrica de cementos "El Carbonal" por un tipo de licitación de 29.750.000 pesetas. No se ha podido conocer el desenlace oficial de la misma, pero por el contrario si se sabe que en aquel mismo año aparece nuevamente en Sr. Román, desmontando la misma para instalarla en otro lugar.
La población debido a la distancia existente entre la fábrica y las poblaciones más cercanas como Villanueva del Río y Minas y Tocina, fue necesario construir un poblado para el personal, contando este al principio de unas 60 viviendas y un pabellón para solteros, con posterioridad llegaron a 83 el número de familias que residían en fábrica alcanzando los 450 o 500 habitantes en total. También se dotó de los servicios más necesarios como economato, escuela con dos aulas, una de niños y otra de niñas. Con un número de 60 alumnos entre las dos, capilla, casino recreativo con biblioteca y sala de cine y teatro, en donde se celebraban todas las fiestas del poblado. También se disponía de campo de deportes cuyo titular era el equipo de fútbol "El Chopero".
Al inicio de la explotación, el personal que trabajaba en cantera era transportado diariamente en camiones desde fábrica hasta que se construyó un poblado en un hermoso enclave de la Sierra Traviesa. Este poblado contaba con 31 viviendas, un pequeño economato para los alimentos más necesarios, colegio mixto de primera enseñanza, capilla, botiquín para primeros auxilios y un casino que incorporaba cine y biblioteca. El cierre de la fábrica, produjo que muchas fueron las familias perjudicadas y que tuvieron que levantar su vivienda para cambiar la residencia dejando atrás a familiares y amigos. Sin embargo no hubo problemas graves laborales, ya que el expediente de regulación de empleo iniciado por la Confederación Hidrográfica del Guadalquivir, fue resolviéndose mediante jubilaciones anticipadas y traslados del personal a otros servicios bien de la Confederación o a otras dependencias del Ministerio de Obras Públicas y Transportes

## Geografía humana

### Demografía
Cuenta con una población de 5033 habitantes (INE 2024).
| Gráfica de evolución demográfica de Villanueva del Río y Minas entre 1842 y 2021 |
| |
| Población de derecho según los censos de población del INE Población de hecho según los censos de población del INEEn estos censos se denominaba Villanueva del Río: 1842, 1857, 1860, 1877, 1887, 1897, 1900, 1910, 1920, 1930, 1940, 1950 y 1960 En este censo se denominaba Villanueva del Río y Mina: 1970 |

En su origen, los habitantes de esta localidad fueron trabajadores emigrados de otras zonas rurales, sobre todo de Andalucía Oriental, y también franceses y alemanes, que eran los encargados de la organización en la empresa de minas. Tras el cierre de las minas en 1972, muchas personas se vieron obligadas a emigrar a Cataluña, con lo que el censo desde entonces ha sufrido altibajos.

### Economía

#### Evolución de la deuda viva municipal
| Gráfica de evolución de Deuda viva del Ayuntamiento de Villanueva del Río y Minas entre 2008 y 2020                                |
| |
| Deuda viva del Ayuntamiento de Villanueva del Río y Minas en miles de Euros según datos del Ministerio de Hacienda y Ad. Públicas. |

## Símbolos
Escudo municipal de Villanueva del Río y Minas se describe de la siguiente manera: 

El primer corte trae en primero de gules un castillo de oro, aclarado de azul y mazonado de sable. El segundo de plata, el león rampante de gules. El tercero de oro, la cruz de Santiago de gules. Bordura de gules con las 'ocho aspas' de oro de la 'Batalla de Baeza'. Al timbre Corona ducal.

## Política y administración

### Política

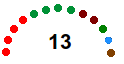
Corporación municipal del pleno del Ayuntamiento desde 2015, hasta 2019. De izquierda a derecha 1. D. Miguel Ángel Barrios González - PSOE-A. 2.D M.Josefa Vizuete Cinta - PSOE-A. 3.Dª Clara Isabel Cabeza López -PSOE-A. 4.D Cecilio Pizarro Chacón - PSOE-A. 5.Dª. M.Josefa Ferre Córdoba - UM. 6.Dª. Araceli Romero Rodríguez - UM. 7.D José María García del Valle - UM. 8.Dª. Lidia Pina González - UM. 9.D.José Luis Narváez de La Torre - AEUC 10.Dª. María de los Ángeles Carrera Vergara - AEUC 11.D. Juan Carlos Ruíz Gómez - IULV-CA. 12.D. Juan José Quesada - AEVI 13.D. Francisco Javier Fernández Gómez - PP-A

Los resultados en Villanueva del Río y Minas de las elecciones municipales, celebradas en mayo de 2015, fueron:
| Elecciones Municipales - Villanueva del Río y Minas (2015)      |       |             |            |
| Partido político                                                | Votos | %Porcentaje | Concejales |
| Partido Socialista Obrero Español de Andalucía (PSOE-A)         | 848   | 31,98%      | 4          |
| Unión Minera de Villanueva del Rio y Minas (UMVRM)              | 706   | 26,62%      | 4          |
| Agrupación de Electores Unidos Por el Cambio (AEUC)             | 406   | 15,31%      | 2          |
| Agrupación de electores de Villanueva (AEVI)                    | 242   | 7,24%       | 1          |
| Izquierda Unida Los Verdes-Convocatoria por Andalucía (IULV-CA) | 204   | 7,69%       | 1          |
| Partido Popular de Andalucía (PP-A)                             | 192   | 7,24%       | 1          |
| Votos en Blanco                                                 | 54    | 2,04%       |            |
| Votos Nulos                                                     | 63    | 2,32%       |            |
| Total                                                           | 2715  | 67,59%      | 13         |
| Abstención                                                      | 1302  | 32,41%      |            |
| Censo Electoral Total                                           | 4017  |             |            |

Tras éstos resultados, se alcanzó un pacto de gobierno liderado por Unión Minera de Villanueva del Río y Minas, con Unidos por el Cambio y el PP formando un gobierno tripartito con siete concejales, aunque tras desligarse del pacto Unidos por el Cambio y Partido Popular se llegó a un segundo acuerdo, que hizo que el PSOE recuperara la alcaldía  con la elección de Miguel Ángel Barrios, el 19 de mayo del 2017 hasta la actualidad, tras un acuerdo con Unión Minera.
.
Los resultados en Villanueva del Río y Minas de las últimas elecciones municipales, celebradas el 26 de mayo de 2019, han sido:
| Elecciones Municipales - Villanueva del Río y Minas (2019) |       |             |            |
| Partido político                                           | Votos | %Porcentaje | Concejales |
| Partido Socialista Obrero Español de Andalucía (PSOE-A)    | 1159  | 46,58%      | 6          |
| Contigo Villanueva del Río y Minas (CONTIGO)               | 454   | 18,64%      | 2          |
| Adelante-AEVI- Izquierda Unida (ADELANTE)                  | 320   | 13,14%      | 1          |
| Partido Popular de Andalucía (PP-A)                        | 243   | 9,98%       | 1          |
| Partido Socialista Minero (PSMI)                           | 191   | 7,84%       | 1          |
| Votos en Blanco                                            | 69    | 2,83%       |            |
| Votos Nulos                                                | 63    | 2,52%       |            |
| Total                                                      | 2499  | 62,93%      | 11         |
| Abstención                                                 | 1472  | 37,07%      |            |
| Censo Electoral Total                                      | 3971  |             |            |

### Alcaldes
| Periodo   | Nombre                                                                 | Partido         |
| --------- | ---------------------------------------------------------------------- | --------------- |
| 1979-1983 | José Rodríguez Dieguez (1979) y Raimundo Gámez Herrera                 |                 |
| 1983-1987 | Raimundo Gámez Herrera (1983)                                          |                 |
| 1987-1991 | Raimundo Gámez Herrera y Víctor Mora Fernández (1987)                  |                 |
| 1991-1995 | Víctor Mora Fernández (1991) Mahmoud Hassan Al-Omari Rusan (1991)      | , AIM           |
| 1995-1999 | Mahmoud Hassan Al-Omari Rusan (1995) Rafael Bonillo Pérez (1997)       | AIM,            |
| 1999-2003 | Rafael Bonillo Pérez (1999) Francisco Núñez López (2000)               | , Independiente |
| 2003-2007 | María José Cervantes Medina (2003)                                     |                 |
| 2007-2011 | María José Cervantes Medina (2007)                                     |                 |
| 2011-2015 | Francisco Barrera Delgado (2011)                                       | UM              |
| 2015-2019 | María Josefa Ferre Córdoba (2015) Miguel Ángel Barrios González (2017) | UM,             |
| 2019-2023 | Miguel Ángel Barrios González (2019)                                   |                 |
| 2023-act. | Miguel Ángel Barrios González (2023)                                   |                 |

## Patrimonio
- A unos 7 km del pueblo, en plena Sierra Norte de Sevilla, se hallan las ruinas del municipium Flavium Muniguense (Munigua), destacando por su importante conjunto de templos de época imperial, de los más grandes de la Bética.

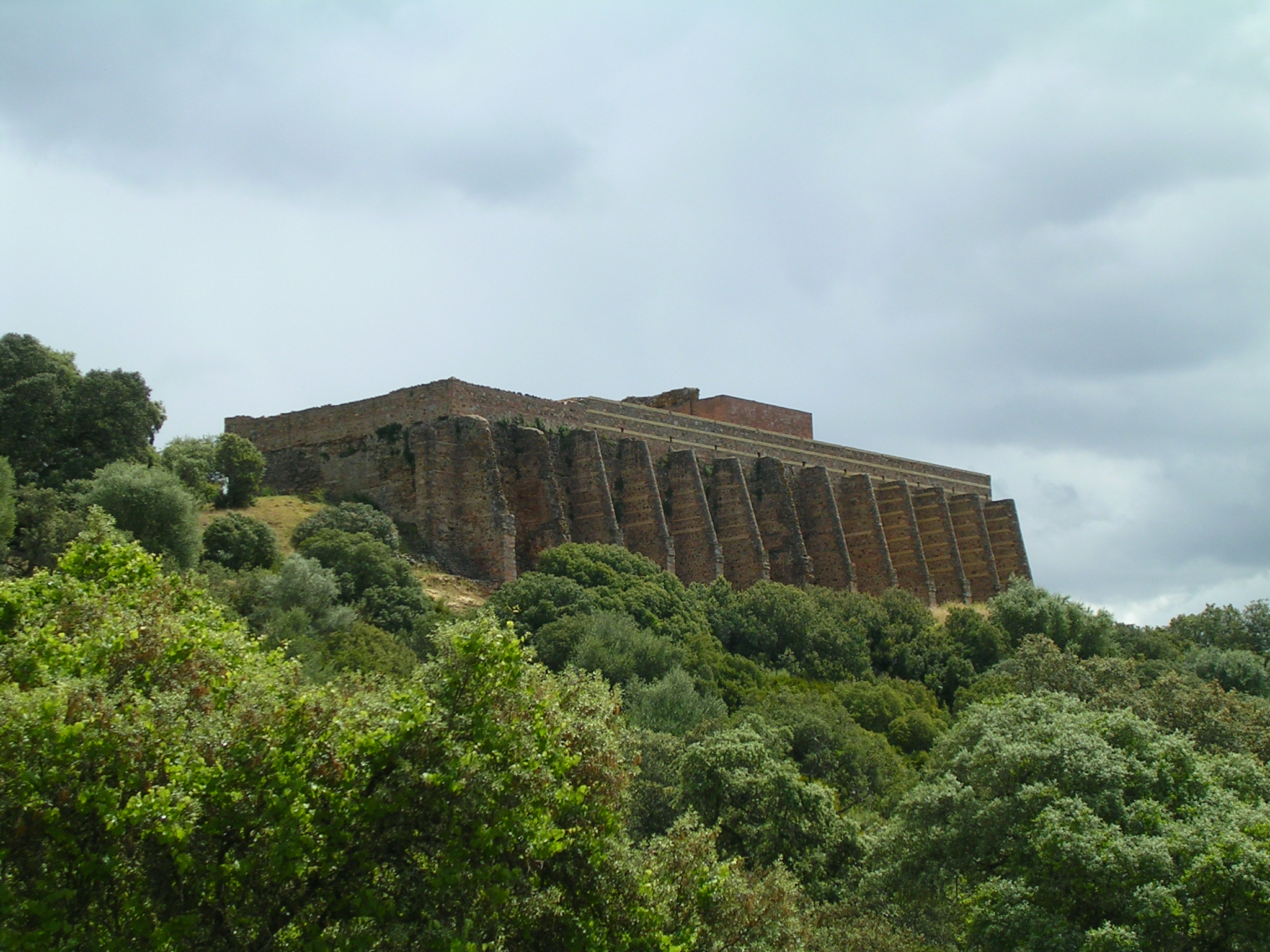
Muro oeste del Santuario de terrazas

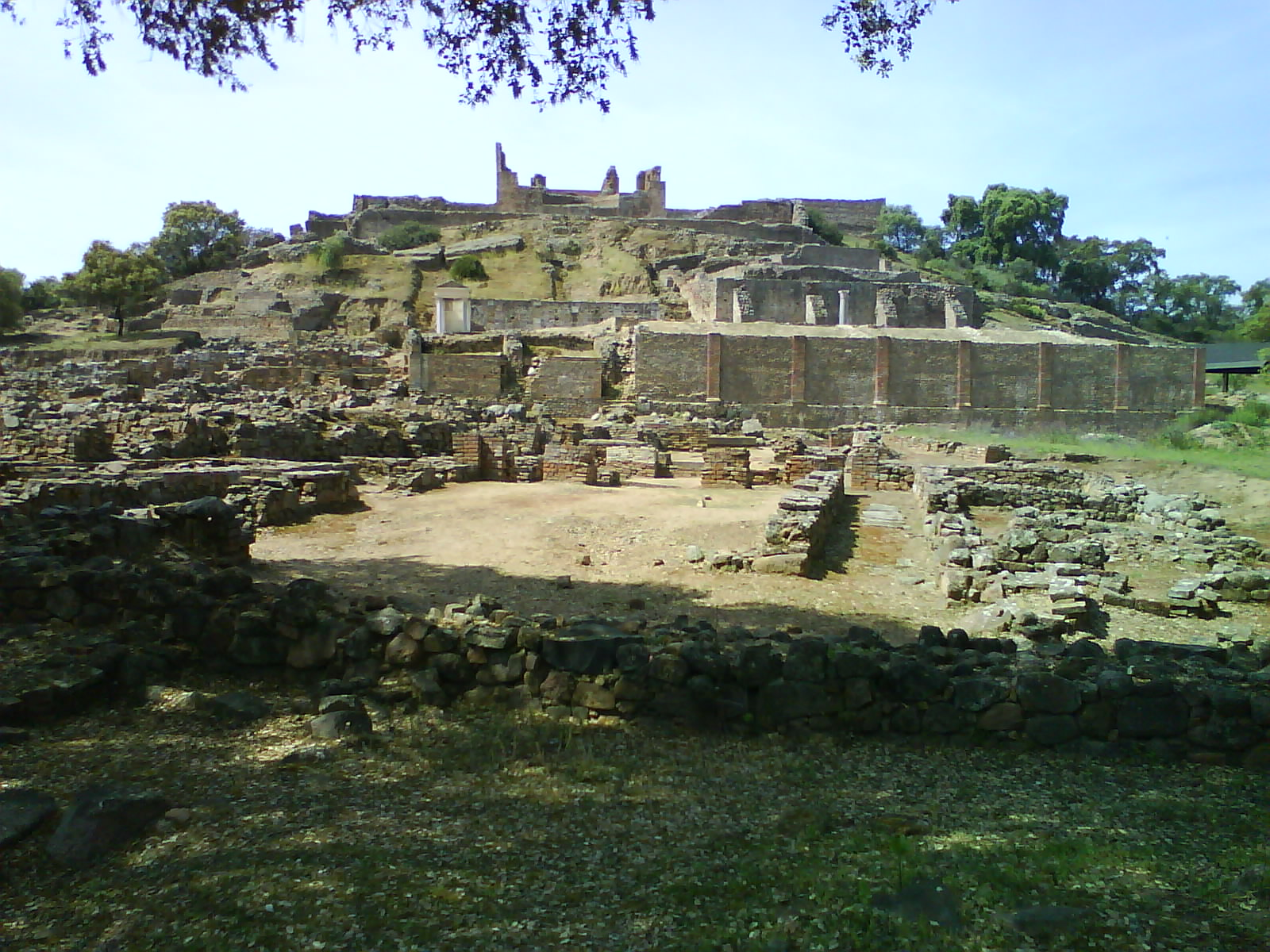
Ladera este del yacimiento con vestigios de los edificios privados y públicos de la ciudad

- El Conjunto Histórico Minas de la Reunión.
- La iglesia de Santiago el Mayor (siglo XV), con un importante artesonado mudéjar original.
- La iglesia de San Fernando (neogótica del siglo XX)
- El Teatro Cine San Fernando (1933)
- Las ruinas del palacio de los Marqueses de Villanueva (incendiado en el siglo XVIII, no ha sido tocado desde entonces).
- Archivo histórico de las Minas de Carbón (recuperado para el Pueblo por J.L.N.J.). Corresponde este archivo, a un conjunto de más de 400 volúmenes, que iban a ser quemados. Esta persona, tuvo la sensibilidad suficiente para rescatarlo de la quema, y lo depositó en el Ayuntamiento (fuente periódico "El Correo de Andalucía de fecha 13/12/1998). El objetivo de este hallazgo debería ser para preservar la historia del sector industrial en el Pueblo, y que vinieran personas investigadoras de la universidad para poder hacer trabajos de campo sobre esos importantes documentos. "Andalucía, no es solamente agrícola, Andalucía, también es industrial, y un ejemplo singular fue esta localidad, que fue testigo del eficaz funcionamiento de las máquinas de tren y barcos de vapor, además de otros sectores de la industria, que funcionaban en toda España con el carbón de hulla extraído de las minas de Villanueva del Río y Minas.

## Labor social de las Hermanas de la Cruz
Las Hermanas de la Cruz realizan una labor social en el pueblo muy importante, cuidando de las personas desamparadas, cuidando a los enfermos en sus domicilios, reconfortando a los enfermos y sus familias.
En los momentos de más necesidad el pueblo siempre ha tenido la ayuda en silencio de las Hermanas de la Cruz, actualmente al ser un pueblo con una demografía muy avanzada quedando así muchas personas mayores solas, las Hermanas de la Cruz las visitan y tratan como si de un familiar más se tratara. Es digno de mención que en el Convento de este municipio residió como hermana superiora, Santa María de la Purísima.

## Deportes
El equipo de la localidad es el Minas C.F, además del C.D Minas que engloba varios deportes y el club de bicis Munigua, posee varios escalafones y fue fundado en 1925.
Además la localidad proporciona la posibilidad de practicar el piragüismo, disponiendo de un lago y un río en los cuales desempeñar dicha actividad.
Todos los años los meses de marzo y junio se celebran dos pruebas deportivas en la localidad de carácter Autonómico, esta son:
La "Subida Cicloturista a Munigua" actividad deportiva de carácter lúdico siendo ya 25 años celebrándola.
El "Triatlón Cros Sprint Minas de la Reunión" actividad deportiva de carácter competitivo, 25 años celebrándolo, convirtiéndose en el triatlón cros más antiguo de Andalucía.